# Escuela Universitaria de Cine, Video y Televisión (UNT)
La Escuela Universitaria de Cine, Video y Televisión es una institución estatal de educación superior de las comunicaciones audiovisuales y sus artes conexas. Pertenece a la Universidad Nacional de Tucumán (UNT) y cuenta con una rica y extensa experiencia en el campo audiovisual, que se inició en el año 1946, con la creación del Instituto Cine-fotográfico de la UNT (ICUNT) mediante Decreto del entonces Presidente de la Nación, Edelmiro Julián Farrell.
La sola existencia del ICUNT desde fecha tan temprana (el primero de su tipo en una universidad nacional) define la voluntad de la UNT de incorporar a sus estudios esta disciplina-arte. 
El Instituto, constituyó la primera experiencia institucional entre las universidades argentinas para el estudio y la práctica de la comunicación cinematográfica.
La Escuela cuenta con un amplio predio y su residencia principal se encuentra en la ciudad  de Yerba Buena.
Durante el gobierno de Juan Domingo Perón este inmueble fue expropiado para ser utilizado originalmente por la Unión de Estudiantes Universitarios (UES). Sin llegar a estos fines, en 1947 pasaría a poder de la Universidad Nacional de Tucumán, durante el Rectorado del Dr. Horacio Descole. Allí se instaló el Instituto Cine-Fotográfico de la UNT y posteriormente, en 1966, Canal 10 Televisora Universitaria.
Fue creada en el año 2005 siendo Rector Mario Alberto Marigliano, sobre la base de los antecedentes evaluados a partir de 1988 en el rectorado de Rodolfo Martín Campero, antecedentes orientados a crear la “Escuela Universitaria de Cine, Vídeo y Televisión”. Su objetivo es responder a una necesidad de la región del NOA de formar profesionales de estas disciplinas para capitalizar, fortalecer y optimizar la educación superior en el área de las comunicaciones audiovisuales.

## Historia
Su primer organizador y Jefe del “Gabinete de Fotografía y Dibujo” de la UNT fue Héctor Cosme Peirano, luego Director del ICUNT, quien tuvo esa responsabilidad durante el resto de su vida. En su primer informe de gestión del año 1947, Peirano, resaltó que en el Instituto se favorecería la divulgación de todo lo argentino: “La contribución a la enseñanza primaria, secundaria y universitaria, por medio de producciones cinematográficas, informativos científicos y didácticos y que aportaría al desarrollo del arte y el cine nacional”. 
El rector Dr. Horacio Descole fue quien consiguió los fondos para su creación. Es un centro pionero en el interior del país y uno de los pocos centros universitarios dedicados a la investigación, experimentación y producción de Sudamérica de esa época. 
El ICUNT, registró períodos plenos de excelencia, con una abundante producción. Algunas destacadas, fueron: “Una institución en marcha”, (acerca de la UNT, y su inserción en el noroeste argentino). Dicho film, fue la primera producción del ICUNT, por lo tanto es un material histórico, que marca el comienzo de la actividad cinematográfica en Tucumán. Se filmaron importantes películas como: Acridio, Construcción del Dique Escaba, La fiesta de la juventud, Rumbos de cultura, Seda natural, entre otras.
En los años 1951 y 1952, por un convenio suscripto con la compañía ALPA SRL, el Instituto se hizo cargo de la realización integral de “Mansedumbre”, única película de largometraje, producida íntegramente en Tucumán, dirigida por Pedro R. Bravo y producida por Santos Velasco Souza. La producción del ICUNT, fue tan extensa, que se registran más de 110 títulos en 16 mm, de verdadera importancia, como: Miguel Lillo, su obra; Islas Malvinas; Talleres ferroviarios; Jardín de la República; El silencio de Medinas; Lola Mora; La casa; Nuevo yacimiento paleontológico; Documental UNT; Reseña de la década del 60; Feria de Simoca; Laguna del tesoro; Batalla de Tucumán; etcétera. También existen, 20 películas en 16 mm, del cineasta Jorge Prelorán, producidas por la UNT y el Fondo Nacional de las Artes, que están digitalizadas y pertenecen a la biblioteca de la Escuela.
El material fílmico se conserva en el Departamento de Documentación y Archivo en condiciones ambientales y técnicas adecuadas para reproducción y resguardo.
La Escuela de Cine, formada sobre la base del Instituto Cine-fotográfico, pudo constituirse como tal gracias al aporte de utilidades de la empresa Yacimientos Mineros de Agua de Dionisio, de propiedad de la UNT y la provincia de Catamarca, yacimiento de oro, cobre y plata que fuera cedido a la UNT por su descubridor y donante Abel Peirano. Los hermanos Peirano son un orgullo y ejemplo de muchos investigadores por su labor científica, académica y social.
La creación de la Escuela de Cine, se realizó durante el mandato del Rector, Contador Mario Marigliano, siendo impulsores de su creación, la Dra. Rita W. de Cúneo, Secretaria Académica de la UNT, el realizador y funcionario del Instituto Nacional de Cinematografía, Rodolfo Hermida, el videasta Eduardo A. Sahar su primer Director.
El plan de estudios de la carrera (tres años de tecnicatura y dos más para acceder a la licenciatura) se consultó en universidades argentinas y extranjeras, "para poder formular un plan moderno y coherente". Se alcanzaron así, los objetivos con los que soñaron, los pioneros de 1946. 
Actualmente desempeña el cargo de Director de la Escuela, Juan Carlos Veiga, Licenciado en Comunicación Audiovisual y Máster en Administración de Empresas Audiovisuales (Universidad Carlos III, Madrid, España).